# Apurímacstekelstaart
De apurímacstekelstaart (Synallaxis courseni) is een zangvogel uit de familie Furnariidae (ovenvogels). Het is een kwetsbare, endemische vogelsoort in Peru (regio Apurímac). 

## Kenmerken
De vogel is 18,5 cm lang. Het is een slanke, grijs en roodbruin gekleurde vogel. Van boven is de vogel grijsbruin, meer grijs op de stuit, met een lange donkerbruine staart. Van onder is de vogel grijs, verder naar onder op de buik steeds lichter grijs. Het "gezicht" is ook grijs, met een donker roodbruin petje op de kop. De keel is donker, bijna zwart met witte stippels.

## Verspreiding en leefgebied
Deze soort is endemisch in Midden-Peru. Het leefgebied bestaat uit de dichte ondergroei in montaan bos, zoals bamboebosjes te vinden op hoogten tussen de 2450 en 3500 m boven zeeniveau in het centrale bergland van Peru in de provincie Abancay binnen de regio Apurímac.

## Status
De apurímacstekelstaart heeft een beperkt verspreidingsgebied en daardoor is de kans op uitsterven aanwezig. De grootte van de populatie werd in 2016 door BirdLife International geschat op  600 tot 1.700 volwassen individuen en de populatie-aantallen nemen af door habitatverlies. Het leefgebied wordt aangetast door ontbossing waarbij natuurlijk bos wordt omgezet in gebied voor agrarisch gebruik. De formeel beschermde natuurgebieden worden druk bezocht, waardoor verstoring optreedt en verder vindt binnen beschermde gebieden overbegrazing plaats. Om deze redenen staat deze soort als kwetsbaar op de Rode Lijst van de IUCN.